# Blind Faith (musikalbum)
Blind Faith är den kortlivade musikgruppen Blind Faiths självbetitlade och enda studioalbum.

## Historia
Skivan lanserades i augusti 1969 på Polydor. Musikaliskt kan man säga att det är en blandning av Steve Winwoods soulbaserade sound och Eric Claptons bluesrockiga ljudbild.
Skivan var mycket framgångsrik både i USA och Storbritannien och skapade stort rabalder med sitt omslag av Bob Seidemann då det var ett fotografi på en 11-årig flicka med naken överkropp. Skivan gavs sedermera även ut med ett mer neutralt omslag med en bild på gruppen istället. Detta var standardomslag på de amerikanska utgåvorna, men användes även i några europeiska länder.

## Låtlista
(Kompositör inom parentes)
Sida 1
1. "Had to Cry Today" (Steve Winwood) – 8:48
2. "Can't Find My Way Home" (Winwood) – 3:16
3. "Well All Right" (Norman Petty, Buddy Holly, Jerry Allison, Joe B. Mauldin) – 4:27
4. "Presence of the Lord" (Eric Clapton) – 4:50

Sida 2
1. "Sea of Joy" (Winwood) – 5:22
2. "Do What You Like" (Ginger Baker) – 15:20

## Listplaceringar
| Lista (1969)   | Position            |
| -------------- | ------------------- |
| Danmark        | 1                   |
| Finland        | 5                   |
| Frankrike      | 4                   |
| Japan          | 3 (Oricon)          |
| Kanada         | 1 (RPM)             |
| Nederländerna  | 1                   |
| Norge          | 1 (VG-lista)        |
| Storbritannien | 1 (UK Albums Chart) |
| Sverige        | 7 (Kvällstoppen)    |
| USA            | 1 (Billboard 200)   |
| Västtyskland   | 5                   |